# Madarococcus cruriamplus
Madarococcus cruriamplus är en insektsart som beskrevs av James Mather Hoy 1962. Madarococcus cruriamplus ingår i släktet Madarococcus och familjen filtsköldlöss. Inga underarter finns listade i Catalogue of Life.